# Rabirruivo-preto

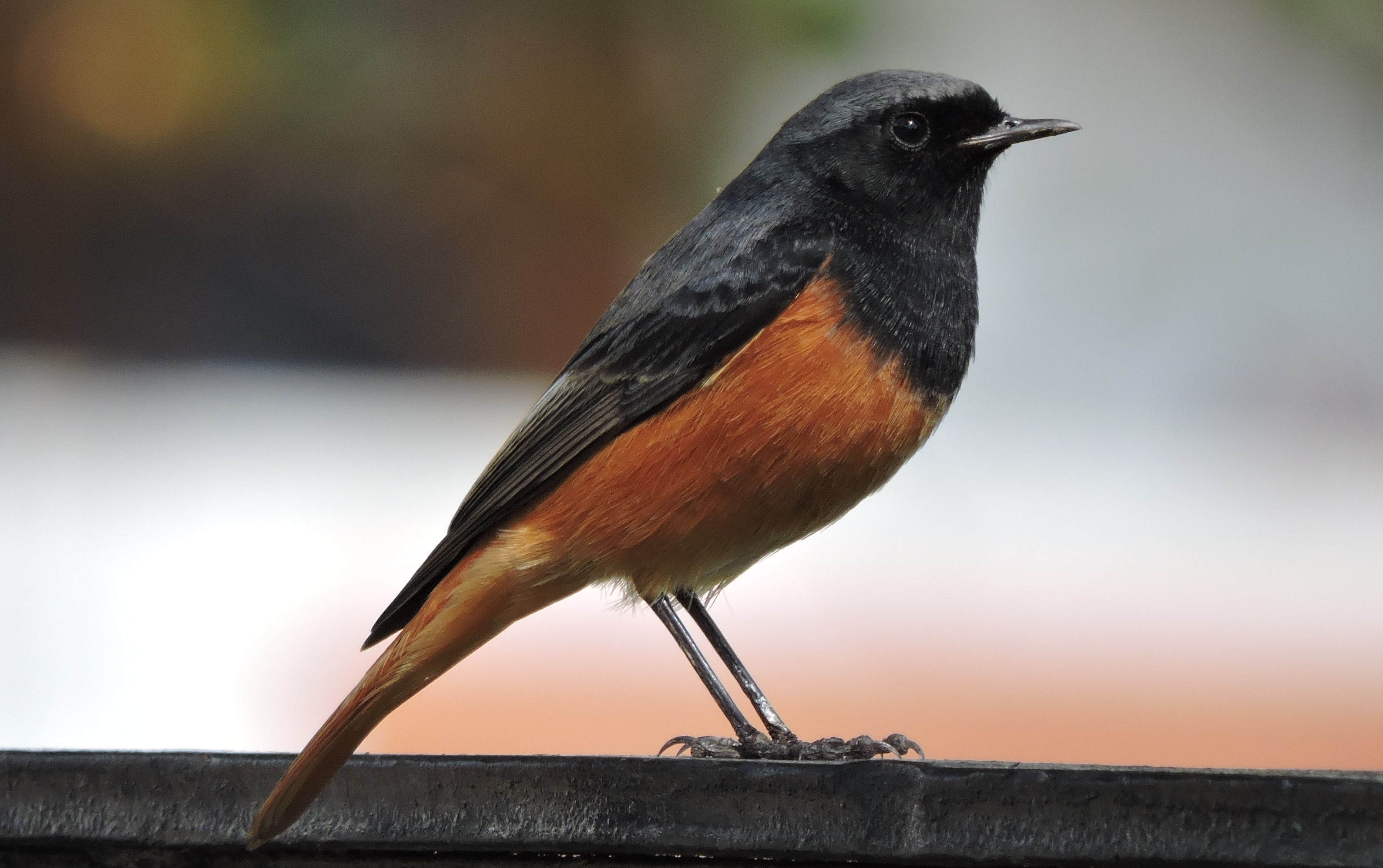
Subespécies rufiventris, Sector 38 West, Chandigarh, India

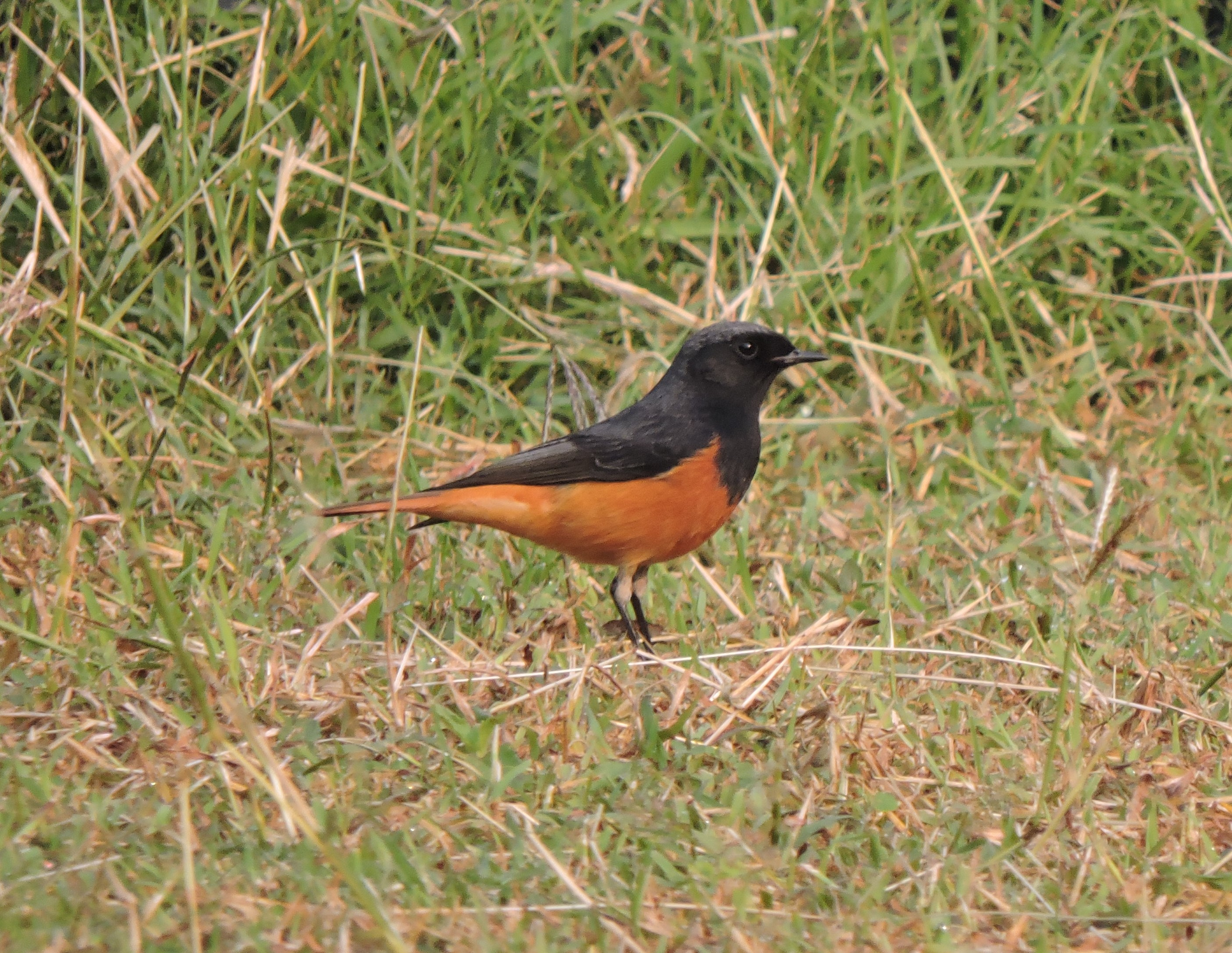
Subespécies rufiventris, Phase 7, Mohali, Punjab ,India

O Rabirruivo-preto (Phoenicurus ochruros) Conhecido também pelos nomes de Carvoeiro ou Pisco-ferreiro é um pássaro comum em jardins de áreas urbanas; em ambientes campestres encontra-se em encostas rochosas. Tal como os seus parentes, foi anteriormente classificado como um membro da família dos tordos (Turdidae), mas é agora conhecido como um muscicapídeo (Muscicapidae).

## Descrição
Trata-se de uma ave de 14 cm de comprimento e 24 cm de envergadura, cujo macho apresenta a plumagem do corpo cinza muito escuro, cabeça preta, cauda vermelho alaranjado, cor de ferrugem; a fêmea e juvenis de primeiro ano têm o corpo e cabeça castanho acinzentado.
Existem algumas subespécies com ligeiras variações de coloração:
- P. o. semifurus do Médio Oriente - tem as partes inferiores vermelhas alaranjadas, com excepção do peito que é preto.
- P. o. aterrimus (Portugal e Espanha) - tem peito e abdómen pretos e ventre acinzentado a branco.
- P. o. gibraltariensis - tem o abdómen acinzentado e painel da asa branco.

## Habitade e distribuição
Originários de áreas rochosas, adaptou-se a áreas habitadas pelo homem procurando locais de nidificação semelhantes aos de origem. Vive em colinas rochosas, áreas montanhosas, e áreas urbanas.
Reproduz-se no sul e centro da Europa e Ásia. É residente na maior parte do seu habitat, mas as populações do norte invernam no sul da Europa ou África do Norte, o mesmo se passando na Ásia, onde migram para o sul.

## Comportamento
Tem um comportamento característico, oscilando a cauda quando pousado sobre telhados ou muros e agitando-se continuamente, como se fosse um tique nervoso” que se consubstancia num frequente tremer.”
A sua vocalização, semelhante à do pisco-de-peito-ruivo, é clara e chilreante, inconfundível.
O rabirruivo-preto tem um voo rápido e possante. Pode parar no ar em frente de uma parede vertical para capturar insectos ou larvas.

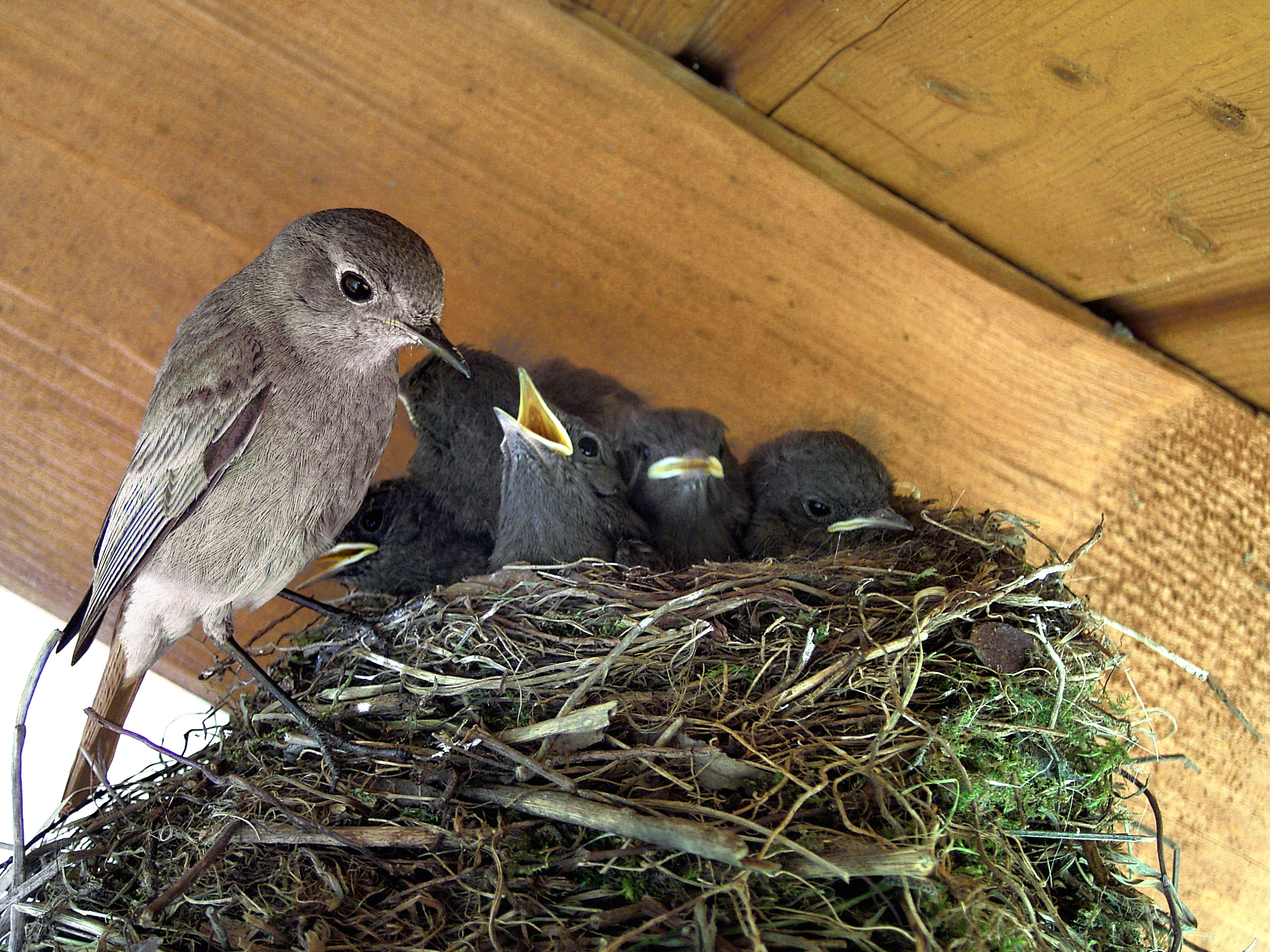
Rabirruivo-preto a alimentar as crias

## Reprodução

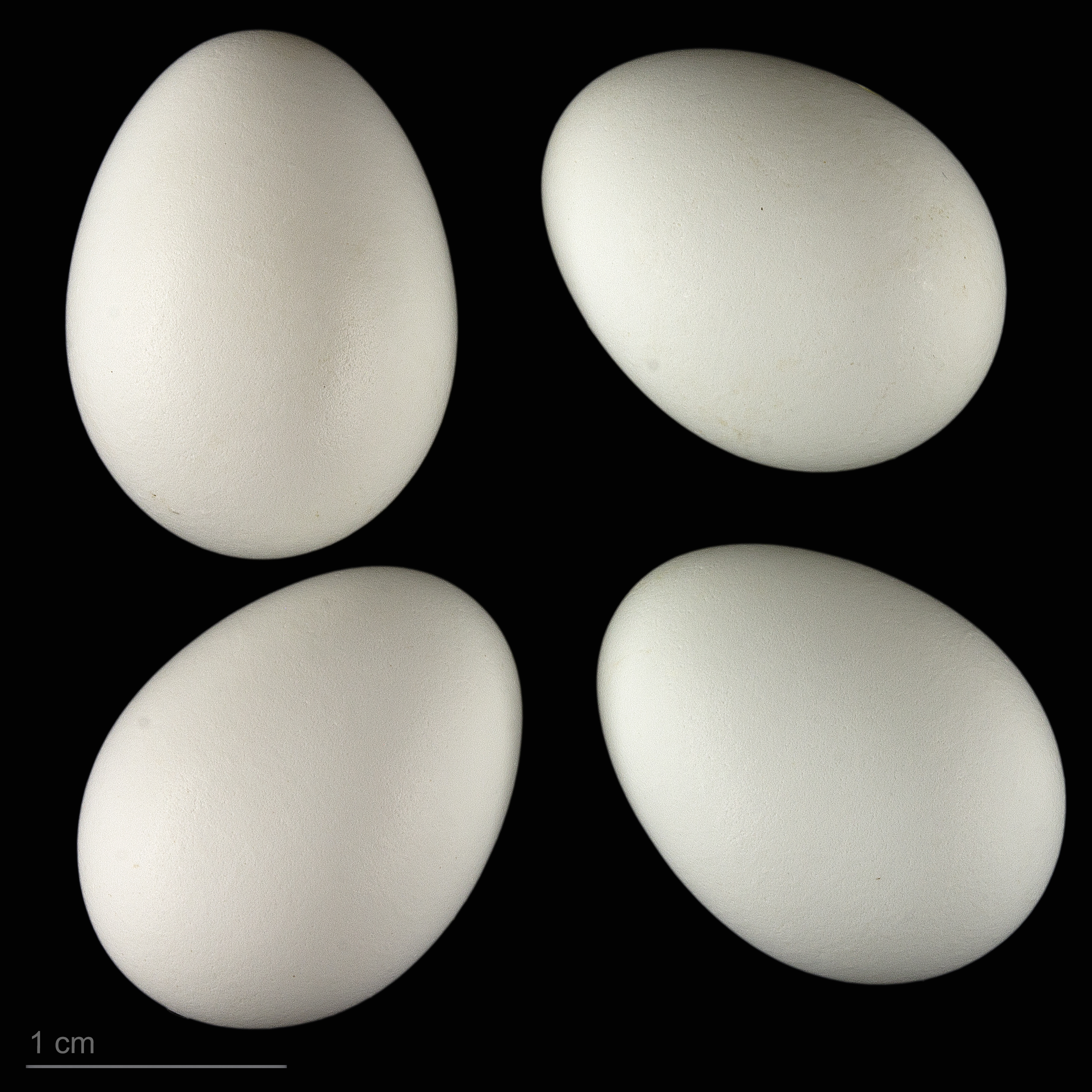
Phoenicurus ochruros gibraltariensis - MHNT

Estas aves executam danças de acasalamento antes da cópula. São geralmente monógamas, mas por vezes um macho pode ter duas fêmeas.
Fazem o ninho com ervas e musgo, em orifícios de casas, cornijas, por baixo de telhados, em pedreiras e falésias. O ninho é pouco cuidado, feito de ervas secas e folhas e recoberto com musgo, penas e pelos. Põe 4-6 ovos brancos e brilhantes, em duas ninhadas, de Maio a Julho. Apenas a fêmea faz a incubação que dura 13 dias. Os dois progenitores cuidam de alimentar as crias com insectos e larvas. As crias saem do ninho entre 12 e 18 dias mas só conseguem voar com 32 a 35 dias.

## Alimentação
Alimentam-se essencialmente de insectos e suas larvas, que recolhem do solo, saltando sobre elas do poleiro, normalmente de pouca altura. No fim do verão e no outono comem também bagas e frutos.
- Commons
- Wikispecies